# Fujiwara Seika
Fujiwara Seika (藤原 惺窩, 8 de fevereiro de 1561 – 19 de outubro de 1619) foi um neoconfucionista japonês, filósofo e escritor durante o período Edo.

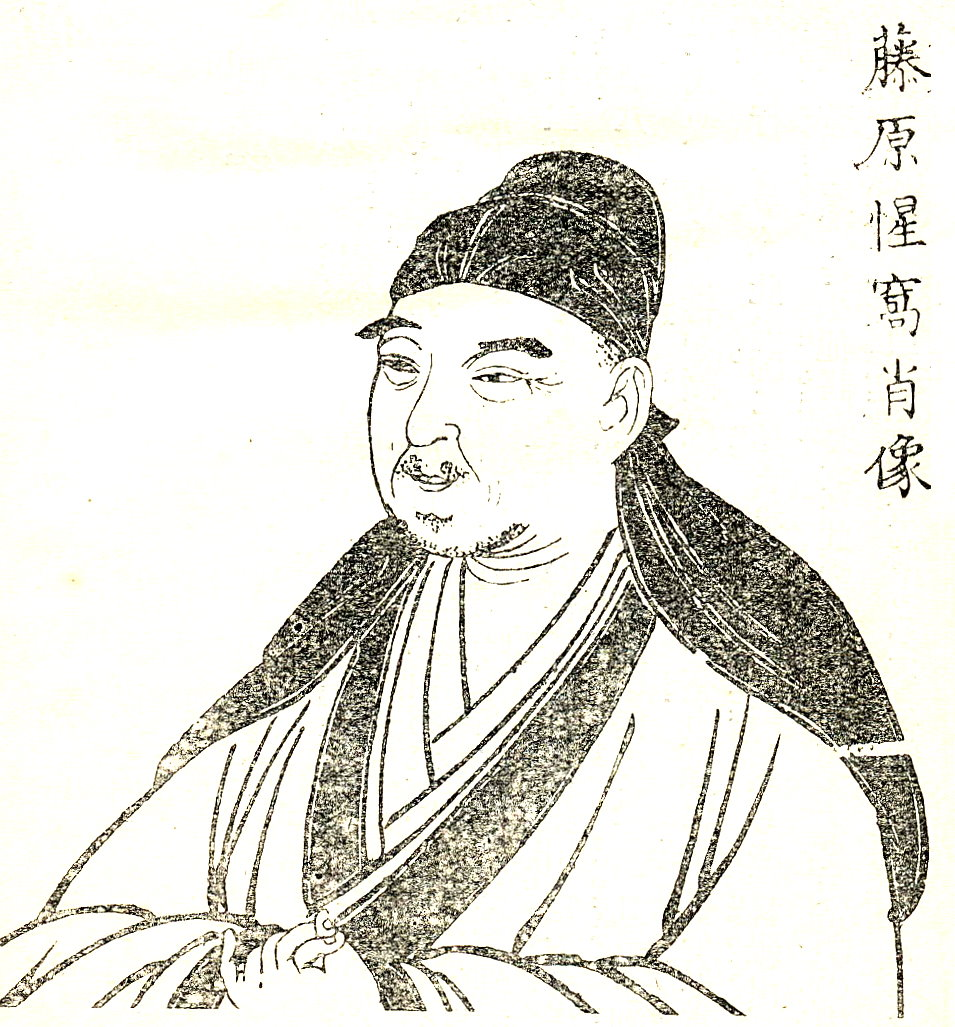
Fujiwara Seika do livro japonês 『先哲 像 伝』

O seu aluno mais conhecido foi Hayashi Razan (1583–1657).